# Opak (rapper)
Milan Janáč (* 1980, Bratislava), známý pod uměleckým jménem Opak, je slovenský rapper, producent, zpěvák a člen bratislavské hip-hopové skupiny AMO. Se skupinou AMO vydal tři alba a jako sólový interpret vydal v roce 2008 album Otevření. Také se podílel na výrobě muzikálu Příběh ulice, kde byl i autorem skladeb na soundtracku. Opak se věnuje i hledání nových talentů v soutěži Vytas majk.
Opak vlastní nahrávací studio Zion 5, kde se kromě nahrávání věnuje i mixu a masteringu.

## Hudební kariéra

### Začátky, skupina KraKalla (1995 - 2003)
Opak začal rapovat kolem roku 1995, kdy se kromě hudby věnoval i graffiti a inline agressi ve bruslení a rok později začal dělat i první produkce. Tehdy plánoval založit skupinu spolu se Zetor (později známý jako DJ Yanko Král ze skupiny H16) nebo writer Braom či Dark. Tyto pokusy byly neúspěšné, ale později (kolem let 1996-1997) se postaral o zrod skupiny KraKalla (zkratka pro Krátkostřelný Kallašnikov). KraKallu tvořil nejdříve Opak a rapper Deza-Vu, o rok později se na jednom z koncertů Zvuku Ulice seznámil s Blaze, který se stal dalším členem Krakally. Později Deza-Vu postupně ukončil hudební činnost a do KraKally se přidal Moe. Na koncertech jim zvykl dělat DJe DJ Amen2 (známý také jako Viktor Hazard, později člen AMO), se kterým KraKalla úzce spolupracovala.
Mezi tvorbu KraKally patří demo Všelibárzhocičohokoľvek, které bylo nahráno na kazetě a obsahuje věci z let 1996 - 1999. V roce 2000 dokončili ve studiu nahráván singl Bratři Sláva a další domácí demo Demo '00. V roce 2002 umístil český DJ Emmitt na svůj vinyl skladbu "Pozdě v noci" od KraKally. Vinyl byl pokřtěn 16. ledna 2002 v pražském klubu Roxy. Skladba se objevila i na výběrovce Vybrané z davu.
Opak uvažoval o změně názvu skupiny, později se ale KraKalla kolem roku 2003 rozpadla a Opak spolu s Moema a DJem Amen2 (Viktor Hazard) založili skupinu AMO.

### AMO, vinyly, albumOriginal(2003 - 2005)
Opak byl jeden z prvních bratislavských producentů, co si koupili MPC, který použil i při tvoření instrumentální na první vinyl AMO Co jsi čekal / Svět patří mně. Vinyl vyšel 2. prosince 2003 pod nezávislým labelem 24 Hodin records ve spolupráci s labelem SubBeats. Vinyl kromě skladeb "Co jsi čekal" a "Svět patří mně" obsahuje i bonus, Opakovat skladbu s Čistychovem - "Slavín". V září roku 2004 se objevily informace o natáčení klipu ke skladbě AMO - "Bratislava" a v říjnu měl premiéru. 16. prosince 2004 vyšel AMO druhý vinyl -Rap2005, kde se nacházejí skladby "Rap2005" a "Bratislava" a téhož dne byly AMO jako hosté v pořadu Sampler na Rádiu_FM při příležitosti vydání vinylu.
V období 2004 - 2005 Opak kromě nahrávání prvního alba AMO stihl několik spoluprací, objevil se na albech Čistychova, Drtivé Menšiny, také produkoval remix skladby "Ať ti nejebe" pro H16. V létě 2005 vyšel první mixtape Viktora Hazarda, Rapsuperstar mixtape vol. 1, kde se Opak představil ve třech skladbách spolu s AMO (ke skladbě "To co spojuje nás" byl proveden také dvojklip spolu se skladbou "Abys něco dosáhl musíš prostě makat" od LUZY) a šest skladeb produkoval . První album AMO, Original vyšel 31. října 2005 pod vydavatelstvím Uni versal Music ve spolupráci s Hip-Hop.sk. Album obsahuje 20 zvukových stop, hosty jako Tina, Misha, Miky Mora, Čistychov a jiní. Klipy byly natočeny k skladbám "Třesou se města", "Co s tím uděláš" s hostující Misha a "Jak tank". Album měl po čtyřech měsících prodeje prodaných kolem 4 000 kopii. V prosinci k alba vyšel i dvojsingl "Třesou se města / Jak Tank" na vinylu a instrumentální verze k skladbám z Originálu, též ve vinylové podobě.

### Family Biznis (2006 - 2007)
Opak po dalších spolupracoval na albech Mikyho Moru, Rendezska.SK a čtyř skladbách na Rapsuperstar mixtape vol. 2. koncem roku dokončil studio Zion 5, ve kterém AMO začalo nahrávat drhuhý studiové album Family Biznis. Album vyšlo 16. dubna 2007 pod Uni versal Music. Klipy byly učiněny k skladbám "Gembler", "Jdeme tour" (ft. Moja Reč) pokud remixu skladby "pro vlastních" (ft. Pad Anthony), která na albu byla v originální verzi. Klip byl natočen na Jamajce a objevil se i na jamajské hudební televizi. V roce 2007 se Opak věnuje práci ve studiu a objevuje se v klipu zpěvačky Kristiny "Jsem tvá", v singlu "zpomalit svět" od Misha, ve dvou skladbách na Grimasovu albu Kdo dá více a spolu s AMO se objevil jako host ve skladbě i klipu "Abstinent" od skupiny Para.

### Otevření, muzikál Příběh ulice (2008 - 2009)
První informace o Opakovat prvním sólo albu se objevily začátkem listopadu 2007. Tehdy Opak plánoval Otevření vydat ještě na jaře roku 2008. V průběhu roku 2008 pracoval nejen na svém sólo albu, ale i jako hudební dramaturg muzikálu Příběh ulice. O Příběhu ulice se začalo mluvit v průběhu roku 2008, ať už na webech nebo ve Fun rádiu, kde byl Opak 9. května 2008 jako host spolu s režisérem muzikálu, Nikity Slovákům. Muzikál měl premiéru 24. října 2008 v bratislavském Di vadle Aréna a později byl muzikál ži vě i v Žilině, Martině, Košicích či Praze.
Opakování sólo album Otevření byl posunut a vyšel 24. října 2008, což bylo ve stejný den jako premiéra muzikálu Příběh ulice. Jako hosté se na něm představili Marcel Palonder, Boy Wonder, Sash, Bílý, Robo Papp, Treach a jiní. O produkce se kromě Opaka postarali i Abe, Analytik, Beyuz, DJ Jazzy, Damalistik, Grimaso a Viktor Hazard. Klipy byly učiněny k singlu "Twist" s hostující Sash (skladba se umístila v první desítce nejhranějších Slovenská hitů v Slovenská rádiích). Druhý videoklip byl učiněn ke skladbě "Jejich závody", kde se objevil i Marcel Palonder a francouzský rapper Row G. Z alba za po necelém roce prodalo kolem 1 000 kopii. Na konci alba Opak ohlásil druhé sólové album Produkce, zatím bez konkrétnějších informací. Alba předcházel mixtape Od nás Opak, Čistý mixtape namixovaný Viktorem hazard a Bílým, který sloužil na podporu Opakovat alba a alba Poslední dobrman od Čistychova.

### Třetí album AMO (2010 - 2012)
V březnu roku 2010 se objevily v médiích první informace o třetím albu AMO, který by měl vyjít na začátku roku 2011. V dubnu byl dokončen animovaný klip ke skladbě "Ex", která by se objevila i v online hře APB: All Points Bulletin.
Mezi další projekty, na kterých Opak v roce 2010 pracoval bylo pokračování muzikálu Příběh ulice 2 (který měl premiéru 25. března 2011), druhé pokračování soutěže Vytáhni svůj majk a také produkoval čtvrté album zpěvačky Misha. Pro televizní projekt Nesmrtelní koncem roku 2010 nahrál Opak spolu s Misha skladbu "Měl jsem ...", která by se v rámci projektu měla objevit ve filmu Fejs.
V únoru 2011 se venku dostala hokejová hymna Rádia Expres a AMO. Skladba má název "Za náš tým" a byl k ní učiněn i videoklip. V červnu 2011 byl vypuštěn další klip od AMO na skladbu "Celkem" ve spolupráci se skupinou Polemic. Skladba je z alba Positi ve, které vyšlo v září 2011. K alba Positi ve byl učiněn i další videoklip na skladbu "Someone else", který se dostal ven ještě koncem roku 2011.
23. dubna byl spolu s Majk Spiritem a Robem Papp hostům v Rádiu Expres, kde představili skladbu "Dnes (remix)", která je předělávkou skladby "Dnes" od Tublatanky. Skladbu Opak produkoval a v rádiu odrapoval slohu, kterou v oficiální nahrávce rapuje český rapper Orion. 16. července měl premiéru videoklip na singlovou verzi skladby "Swing", kde hostovala Celeste Buckingham.

### Čtvrtý album AMO - Rok Nula (2013 - současnost)
4. listopadu 2012 byl zveřejněn nový singl "Zlaté časy" se kterým byl ohlášen i nové album. 21. listopadu měl premiéru klip ke skladbě "Zlaté časy", který obsahoval záběry z koncertu AMO a zákulisí. 19. června 2013 vyšel, v pořadí 2. singl z alba Rok nula na skladbu "Doma" jehož součástí bylo oznámení přesného data vydání alba. 16. září skupina vydává své album "Rok Nula" na kterém se nachází 14. skladeb, z toho 2 instrumentální (Intro, Outro). Skupina se opět rozhodla vydat i vinyl i CD nosič. Na albu se objevily tři hosté (Strapo, Juraj Benetin a Xindl X). Na produkcích se ve velké míře podepsali klavírista Marcel Vén a Moe ale objevily se i Smart (DMS), DJ Fatte (TNKD) a Dramalistik. 14. října vyšel třetí videoklip z alba na skladbu "Femme Fatale" na kterém se objevil Juraj Benetin. Ve videoklipu se sami umělci nepředstavili ale hlavní roli sehrála herečka Táňa Pauhofová.

## Studio Zion 5
Studio Zion 5 vzniklo na přelomu měsíců září / říjen 2006. S budováním studia opakovat pomohl rapper Sketa a DJ skrupulí. Mezi první velké projekty studia patřil druhý album AMO a od otevření ho využili nejen rappeři AMO, Čistychov, Drti vá Menšina, H16, Věc, Moja Reč, Děcko, Strapo, ale i jiní ale i lidé mimo hip-hopové scény jako Misha, Marcel Palonder, Robo Papp, Zdenka Predná, Samo Tomeček, Dominika Mirgová, Peter Lipa nebo Tina. Momentálním a jediným majitelem studia je Opak (2010).

### Alba obsahující nahrávky ze Zion 5
- Viktor Hazard – Rapsuperstar mixtape vol. 2
- AMO – Family Biznis (2007)
- Decko – Príbehy z ulice (EP) (2007)
- Grimaso – Kto dá viac (2007)
- Misha – 13000krát (2007)
- Strapo – MC, ktorý vedel pri veľa (2007)
- 85101 (Kali & Mates) – Nová krv (EP) (2008)
- Bacil – Poézia Ulice (2008)
- Danosť – Oddanosť (EP) (2008)

- Decko & Scheme – Mero Mero (Bratislava – Chicago) (2008)
- DJ MeSs – Socaration presented by DJ MeSs (2008)
- DJ MeSs – Socaration 2 presented by DJ MeSs (2008)
- Hip-Hop.sk – PreHlad 2008 (2008)
- Opak – Otvorenie (2008)
- Príbeh Ulice (OST) (2008)
- Haf & Beyuz – Moderný spevák (2008)
- PeryBonano – Vraví za mňa hudba (EP) (2008)
- Rendezska.SK – Od jedného k druhému (mixtape)

- Strapo & DJ Spinhandz – 50:50 mixtape (2008)
- Decko – Utečenec (2009)
- DJ MeSs – Rising to the top mixtape (2009)
- Kaidžas – Klokočino (2009)
- Zdenka Predná – Srdce z bubliny (2009)
- Gramo Rokkaz – 2010: Manifest (2010)
- Kali – Pod maskou je pravda (2010)
- Misha – Ako nikdy predtým (2010)
- Medial Banana – Uplifted (2013)

## Herecká kariéra
Opak se objevil jako host v jedné epizodě seriálu TV JOJ Profesionálové. Zahrál si postavu rappera Fonky Fokea. Epizoda měla premiéru na TV JOJ 6. dubna 2009.
Na konci roku 2009 se také objevil i v epizodě "Poslední verš" seriálu Jménem zákona, kde si zahrál postavu rappera Money Monkeyho, který byl na začátku na koncertě zabit a později oddělení násilné kriminality objasňovali jeho vraždu.

## Moderátorská kariéra
Opak moderuje pořad "Beat it" na internetové televizi metoo.sk. První díl byl odvysílán 31. ledna 2012 a do listopadu 2012 bylo vyrobeno 7 dílů. V různých částech se jako hosté představili Věc, Majk Spirit, Nikola Weiterová, Idea, Rest, Jan Gordulič, Prago Union, Juraj Kemka, Gramo Rokkaz, Delik, Polemic, Bacil a Rakby.

## Diskografie

### Studiové alba (sólo)
- 2008: Otevření

### Studiové alba (spolu s AMO)
- 2005: Original
- 2007: Family Biznis
- 2011: Positi ve
- 2013: Rok nula

### Ostatní (AMO)
- 2003: Co jsi čekal / Svět patří mně 12 "singl (24 hodin / SubBeats)
- 2004: Rap2005 12 "singl (24 hodin / SubBeats)
- 2005: Třesou se města 12 "singl (24 hodin)
- 2005: Original (instrumentálky) 12 "(24 hodin)

### Ostatní (Krakalla)
- 1999: Všelibárzhocičohokoľvek (Demo)
- 2000: Bratři Sláva (CD singl)
- 2000: Demo '00 (Demo)
- 2001: Pozdě v noci / Československý rap 12 "singl (Yard Records)

### Skladby umístěny v žebříčcích
| Rok  | Skladba | SK Top 100 | SK Top 50 domácí | Album              |
| ---- | --- | ---------- | ---------------- | ------------------ |
| 2007 | "Jsem tvá" (Kristina ft. Opak) | 34         | 13               | ... ještě váhám    |
| 2007 | "Abstinent" (Pára ft. AMO) | 7          | 4                | Pára               |
| 2007 | "Párty se může začít" (AMO) | 37         | 16               | Family Biznis      |
| 2007 | "zpomaluje svět" (Misha ft. Opak) | 4          | 1                | 13000krát          |
| 2008 | "Twist" (ft. Sash) | 38         | 8                | Otevření           |
| 2008 | "Sen, který se musel splnit" | -          | 25               | Otevření           |
| 2009 | "Spokojený" (Děcko ft. AMO) | -          | 39               | Uprchlík           |
| 2009 | "Vianočník" (Charomeliroo ft. Opak) | -          | 30               | -                  |
| 2010 | "Toto je Hip Hop" (Viktor Hazard ft. Mišo Biely, Tatínek, Opak, Věc, Supa, Delik, Vladimir 518, Majk Spirit, Čistychov, Orion , DNA, Moe & amp; Zvěřina) | 80         | 24               | -                  |
| 2010 | "Jak dlouho se to dá" (Misha ft. Opak) | 21         | 3                | Jako nikdy předtím |
| 2011 | "Celkem" (AMO ft. Polemic) | 54         | 11               | Positi ve          |
| 2012 | "Swing" (AMO ft. Celeste Buckingham) | 46         | 5                | -                  |

### Produkované skladby umístěné v žebříčcích
| Rok  | Skladba                                         | SK Top 100 | SK Top 50 domácí | Album                                   |
| ---- | ----------------------------------------------- | ---------- | ---------------- | --------------------------------------- |
| 2008 | "Twist" (Opak ft. Sash)                         | 38         | 8                | Otevření                                |
| 2008 | "Uuuh" (Misha ft. Robo Papp & amp; 2H +)        | 73         | 16               | Příběh Ulice (OST) / Jako nikdy předtím |
| 2012 | "Dnes" (Majk Spirit ft. Robo Papp & amp; Orion) | 74         | 7                | -                                       |
| 2012 | "Swing" (AMO ft. Celeste Buckingham)            | 46         | 5                | -                                       |

### Videoklipy

#### Sólo
- 2008: "Twist" (ft. Sash)
- 2008: "Jejich závody" (ft. Marcel Palonder & amp; Row G)

#### AMO
- 2004: "Bratislava"
- 2005: "Trasú sa mestá"
- 2006: "Jak tank"
- 2006: "Čo s tým urobíš" (ft. Misha)
- 2007: "Gembleri"

- 2007: "Ideme tour" (ft. Moja Reč)
- 2007: "Pre vlastných (remix)" (ft. Pad Anthony)
- 2010: "Ex"
- 2011: "Za náš tím" (ft. Rádio Expres)
- 2011: "Spolu" (ft. Polemic)

- 2011: "Someone else" (ft. U-Cee)
- 2012: "Swing" (ft. Celeste Buckingham)
- 2012: "Zlaté časy"
- 2013: "Doma"
- 2013: "Femme Fatale

#### Ostatní
- 2005: "To čo spája nás/Aby si niečo dosiahol tak musíš proste makať" (Viktor Hazard – AMO/Lúza)"
- 2007: "Abstinent" (Para ft. AMO)
- 2007: "Som tvoja" (Kristina ft. Opak)
- 2009: "Spokojný" (Decko ft. AMO)

- 2010: "Dávaj pozor" (JaProdukcia ft. Opak)
- 2010: "Toto je Hip Hop" (Viktor Hazard feat. Mišo Biely, Otecko, Opak, Vec, Supa, Delik, Vladimir 518, Majk Spirit, Čistychov, Orion, DNA, Moe, Zverina & DJ Metys)
- 2011: "Strácam" (Mária Čírová ft. Opak)

### Mimoalbumové skladby, spolupráce

#### 2002
- Vybrané z davu 2

07. KraKalla - "Pozdě v noci"

#### 2003
- AMO -Co jsi čekal / Svět patří mně

"Co jsi čekal"
"Svět patří mně"
Opak ft. Čistychov - "Slavín" (bonus)

#### 2004
- AMO -Rap2005 (vinyl)

"Rap2005"
"Bratislava"
- Čistychov-Né produkt

04. "Starej se o sebe" (ft. Opak)
- Nejbr Hip Hop mix vol. 1 "

07. AMO - "Rap2005"

#### 2005
- Drti vá Menšina-Méně je někdy více

12. "Tak jak na to" (ft. Miky Mora, Moe, Opak & amp; Moloch Vlavo)
- Viktor Hazard -Rapsuperstar mixtape vol. 1

02. AMO ft. Čistychov & amp; DNA - "Hazard"
06. AMO - "To co spojuje nás"
13. AMO - "Ži vě"

#### 2006
- Miky Mora – Moratón

11. "Sedím na lavičke" (ft. Opak)
- Nejbr Hip Hop mix vol. 2"

17. AMO – "Vieš prečo je mi jedno"
- Opia – Catalogue

20. "Výlet" (ft. AMO)
- Viktor Hazard – Rapsuperstar mixtape vol. 2

02. I.Co ft. DNA, Moe & Opak – "Moje místo"
03. AMO ft. Edo Maajka – "Stále pod paľbou"
11. Opak – "Ulica"
14. AMO – "Všetko je inak"

#### 2007
- AMO

"Pre vlastných" (remix) (ft. Pad Anthony)
- Grimaso – Kto dá viac

02. Koko Šajs (Majk Spirit), Opak, Supa – "Návod"
16. Opak – "Šeci sa pýtajú"
- Misha – 13000krát

06. "Spomalíme svet (ft. Opak)"
14. "Čo s tým urobíš" (AMO ft. Misha)
- Nejbr Hip Hop mix vol. 3"

02. Grimaso ft. Majk Spirit, Opak & Supa – "Návod"
- Para – Para

02. "Abstinent" (ft. AMO)

#### 2008
- DJ MeSs – Socaration presented by DJ MeSs

11. AMO – "Počúvaj ma!" (special)
33. AMO – "Párty" (special)
- DJ MeSs – Socaration 2 presented by DJ MeSs

37. AMO – "Naži vo" (Special)
50. Opak & Sash – "Twist" (Special)
- DJ Spank – 90bpm narodeninový mixtape vol. 2

02. Opak – "Workoholik" (beat: Rick Ross – Hustlin)
- Hip-Hop.sk – PreHlad 2008

01. Opak ft. Sash – "Twist"
- Kristina – ...ešte váham

08. "Som tvoja" (ft. Opak) (prod. Martin Kavulič)
- Príbeh Ulice (OST)

01. Opak – "Úvod"
02. Opak & Misha – "Sa dobre máme"
03. Opak & Supa – "Battle"
04. Opak & Supa – "Kto z koho"
05. Opak & Zdenka Predná – "Príbeh dvoch"
09. AMO & Mango Molas – "Malá nočná salsa"
11. AMO & Pad Anthony – "Pre vlastných" (remix)
- Rendezska.SK – Od jedného k druhému (mixtape)

23. "Kontakty" (ft. Decko, Rebel & Opak)
- Strapo & DJ Spinhandz – 50:50 mixtape

11. "Johny Bulvár" (ft. Opak)
- Viktor Hazard & Biely – Od nás Opak, Čistý mixtape

02. Opak – "Čo sa stalo"
03. Čistychov & Opak – "Staraj sa o seba 2008"
06. Opak – "Tá istá namakaná riť"
08. Opak – "Abstinent" (Viktor Hazard blend)
09. Opak – "Výlet" (Ras 'in Riddim Remix)
10. Opak – "Musíme naučiť deti" – exkluzivně z alba Otvorenie
12. Opak ft. Robo Papp – "Románik" – exkluzivně z alba Otvorenie
14. Čistychov & Opak – "Hudba z ulice" (Viktor Hazard remix)
15. Opak – "Kontakty"
16. Opak – "Na začiatku" – exkluzivně z alba Otvorenie
17. Dara Rolins ft. Opak – "Party DJ" (Viktor Hazard remix)
18. Opak & Čistychov – "Slavín 2008"

#### 2009
- AMO

"Párty sa môže začať" (DJ MeSs remix)
- Charomeliroo

"Vianočník" (ft. Opak)
- Decko – Utečenec

13. "Spokojný" (ft. AMO)
- DJ MeSs & DJ Simple Sample – Most High Mixtape vol. 1

46. AMO ft. Pad Anthony – "Pre vlastných" (How we gonna see remix)
- DJ Spank – 90bpm narodeninový mixtape vol. 3

24. Opak – "Twist 90bpm.sk Gutter Ball Riddim Remix"
- Haf & Beyuz – Moderný spevák

15. "Odjebane schemena" (ft. Opak)
- Mater – Pre tých, čo zabudli: Toto je rap (mixtape)

11. "Ľudia odchádzajú" (ft. Opak)
18. "Kontakty" (ft. Decko, Opak & PanTau)
- Moja Reč – Dualshock (CD1)

13. "Chlapi'" (ft. Opak & Marián Čekovský)
- Zdenka Predná – Srdce z bubliny

12. "Príbeh dvoch" (ft. Opak)

#### 2010
- AMO

"Ex"
- DJ MeSs – Legalize It presented by DJ MeSs (mixtape)

06. AMO – "Pre vlastných" (special)
- DJ MeSs – Most High Mixtape vol. 5

01. Opak – "Sen" (Dubplate)
42. AMO & Pad Anthony – "Pre vlastných" (Dubplate)
- Emeres – Mount Emerest

03. "Mount Everest" (ft. Majk Spirit, Radikal, Kaidžas, Stopercent, Opak & DNA)
- Gramo Rokkaz – 2010: Manifest

06. "Nemôžem ich mať všetky" (ft. Opak)
- JaProdukcia

"Dávaj pozor" (ft. Opak)
- Kali – Pod maskou je pravda

16. "Ži vot je dar" (ft. Opak)
- Misha – Ako nikdy predtým

12. "Zobuďte ma" (ft. AMO)
- Misha

"Ako dlho sa to dá" (ft. Opak)
- Opak

"Diktat Party song" (ft. Adi & DNA)
"Mal som" (ft. Misha)
- Polemic – Horúce časy

04. "Vášne" (ft. AMO)
- Peter Lipa

"1968" (ft. Opak)
- Viktor Hazard

"Toto je Hip Hop" (Viktor Hazard feat. Mišo Biely, Otecko, Opak, Vec, Supa, Delik, Vladimir 518, Majk Spirit, Čistychov, Orion, DNA, Moe & Zverina)

#### 2011
- 2H+

"Prachy" (ft. Opak & Rakby)
- AMO – Positi ve

"Spolu" (ft. Polemic) (prod. Moe & Marcel Vén)
- AMO & Rádio Expres

"Za náš tím"
- DJ MeSs – Socaration 4 - Sweetness

14. AMO – "Čo s tým urobíš" (special)
- Mária Čírová

"Strácam" (ft. Opak)
- Opak

"Bum Song!" (ft. Vladis)
- ViZiA – Ver svojim snom

04. "Vrť vrť" (ft. Opak) (prod. DJ Shamell)

#### 2012
- AMO

"Swing" (ft. Celeste Buckingham) (prod. Opak)
"Zlaté časy" (prod. Opak & amp; Marcel Vén)

### Skladby produkované Opakem

#### 2003
- AMO -Co jsi čekal / Svět patří mně

"Co jsi čekal"
"Svět patří mně"
Opak ft. Čistychov - "Slavín" (bonus)

#### 2004
- AMO -Rap2005 (vinyl)

"Rap2005"
"Bratislava"
- Čistychov-Né produkt

04. "Starej se o sebe" (ft. Opak)
- H16-Jednašeska ftvojom klubu

05. "Ať ti nejebe" (Opak remix)

#### 2005
- AMO – Original

04. "Original"
05. "Naži vo"
06. "Nechce sa nám robiť" (ft. DNA)
09. "Otvor šampus" (ft. Miky Mora)
12. "Talent" (ft. Tina)
13. "Abstinenti"
14. "Malá nočná salsa" (ft. Mango Molas) (produkované spolu s Mango Molas)
16. "Sklamal som" (ft. Biely)
17. "To čo spája nás" (produkované spolu s Moe)
- Drvi vá Menšina – Menej je niekedy viac

05. "Nepopri, že..."
12. "Tak jak na to" (ft. Miky Mora, Moe, Opak & Moloch Vlavo) (produkované spolu s Šegy 100 a Hajtkovič)
- Viktor Hazard – Rapsuperstar mixtape vol. 1

01. "Intro"
02. AMO – "Hazard" (ft. Čistychov & DNA)
06. AMO – "To čo spája nás" (produkované spolu s Moe)
12. Lyrik H – "Nárez"
13. AMO – "Naži vo"
16. "Outro"

#### 2006
- Miky Mora – Moratón

11. "Sedím na lavičke" (ft. Opak)
- Rendezska.SK – Čas vyložiť karty

06. "Čas vyložiť karty" (ft. Sketa)
09. "V klube"
- Rendezska.SK

"Čas vyložiť karty" (remix) (ft. Sketa)
- Viktor Hazard – Rapsuperstar mixtape vol. 2

03. AMO ft. Edo Maajka – "Stále pod paľbou"
11. Opak – "Ulica"

#### 2007
- AMO -Family Biznis

01. "Začátek"
02. "Family Business"
11. "Příběh"
15. "Konec"
- Děcko -Příběhy z ulice (EP)

04. "Jak jde" (ft. DJ Metys)

#### 2008
- Hip-Hop.sk – PreHlad 2008

01. Opak ft. Sash – "Twist"
- Opak – Otvorenie

01. "Intro"
05. "Twist" (ft. Sash)
06. "Máš strašnú..." (ft. Biely)
15. "Daj mi 5"
16. "..."
- Príbeh Ulice (OST)

01. Opak – "Úvod"
02. Opak & Misha – "Sa dobre máme" (produkované spolu s Maroš Podhájsky)
03. Opak & Supa – "Battle"
04. Opak & Supa – "Kto z koho"
05. Opak & Zdenka Predná – "Príbeh dvoch" (produkované spolu s Jozef Engerer)
06. "Sme také aké sme" (na motívy Vaša Patejdla)
08. Moe – "Viktor"
09. AMO & Mango Molas – "Malá nočná salsa" (produkované spolu s Mango Molas)
10. Misha, Robo Papp & 2H+ – "Uuuh"
12. "Na dome (house)"
13. "B-boy Bonus" (produkované spolu s Daniel Heriban)
- Sketa – Odbery

05. "Na oko brat za okom kat"
- Spiknutie – Predstavenie začína

02. "Predstavenie začína"
07. "Rozhovor"
- Viktor Hazard & Biely – Od nás Opak, Čistý mixtape

02. Opak – "Čo sa stalo"
06. Opak – "Tá istá namakaná riť"
18. Opak & Čistychov – "Slavín 2008"

#### 2009
- Zdenka Predná-Srdce z bubliny

12. "Příběh dvou" (ft. Opak) (produkované spolu s Jozef Engerer)

#### 2010
- Hafner

"Ráj surfařů" (produkované spolu s Beyuz)
- Kali -Pod maskou je pravda

16. "Ži vot je dar" (ft. Opak) (produkované spolu s Dame)
- Misha-Jako nikdy předtím

02. "Jako nikdy předtím"
09. "Nespokojená"
10. "My heart is crying" (produkované spolu s Ľudo Srnec a Robo Papp)
11. "If" (ft. Lew Soloff) (produkované spolu s Lew Soloff)
15. "Uuuh" (ft. Robo Papp & amp; 2H +)
- Opak

"Měl jsem" (ft. Misha) (produkované spolu s Martin Hudák)

#### 2011
- AMO – Positi ve

03. "Swing"
09. "Ex"
10. "Hej!" (ft. Tribuman, Gill'us & Mr. E)
13. "Roky"
14. "Abstinent" (ft. Lasky) (produkované spolu s AMO & Band)
- AMO & Rádio Expres

"Za náš tím" (produkované spolu s Moe a Marcel Vén)
- Majk Spirit

"Byť či nebyť II."
- Mária Čírová

"Strácam" (ft. Opak)
- Opak

"Bum Song!" (ft. Vladis)
- ViZiA – Ver svojim snom

20. "Dojazd"

#### 2012
- AMO

"Swing" (ft. Celeste Buckingham)
"Zlaté časy" (produkované spolu s Marcel Vén)
- Majk Spirit

"Dnes" (ft. Robo Papp & amp; Orion) (prod.Opak)

#### 2013
- DJ Fatte -Soundtrack

19. "Vášeň"

## Koncertní turné
| Rok  | Název                                    | Počet zastávek |
| ---- | ---------------------------------------- | -------------- |
| 2007 | Pro vlastních tour_FM (spolu s AMO)      | 4              |
| 2011 | AMO Positi ve tour (spolu s AMO)         | 8              |
| 2012 | AMO & amp; Band Space tour (spolu s AMO) | 10             |
| 2013 | AMO Sony Xperia Tour (spolu s AMO)       | 8              |